# Grez-Neuville
 Grez-Neuville  es una población y comuna francesa, en la región de Países del Loira, departamento de Maine y Loira, en el distrito de Segré y cantón de Le Lion-d'Angers. Está integrada en la Communauté de communes de la Région du Lion-d’Angers .

## Demografía
| 935 | 853 | 765 | 860 | 1040 | 1307 |
| Para los censos de 1962 a 1999 la población legal corresponde a la población sin duplicidades (Fuente: INSEE [Consultar]) |     |     |     |      |      |